# Bad Schandau
Bad Schandau (phát âm tiếng Đức: [ˌbaːt ˈʃandaʊ̯]) là một thị xã ở Đức, phía nam bang tự do Sachsen. Đô thị này thuộc huyện Sächsische Schweiz-Osterzgebirge. Đô thị này tọa lạc bên hữu ngạn sông Elbe.
Đô thị này có cự ly khoảng 6 km so với Czech, 33 km về phía đông nam của Dresden trên tuyến đường ray đến Děčín.